# 陳履
陳履（1530年—？），本名天澤，字德基，號定庵，廣東東莞縣（今屬東莞市）北柵人。明朝政治人物。

## 生平
廣東鄉試第三十六名。隆慶五年（1571年），登辛未科進士。大理寺觀政，任湖广蒲圻縣（今屬湖北省赤壁市）知縣。萬曆元年（1573年）調直隸休寧縣，有政聲。丁憂歸，六年除崇德县，八年升苏州府同知，丁憂。十四年复除苏州府，十五年遷戶部员外郎，十七年差杭州监兑，升户部郎中。二十二年官至廣西副使，次年养病。工詩，致仕鄉居，結浮邱詩社，以吟詠為事。有《悬榻斋集》，有萬曆刻本傳世。

## 家族
曾祖陳縉；祖父陳志敬，府同知；父陳廷對，母鄧氏；繼母蔡氏。

## 外部連結
- 陈履《悬榻斋集》 虎門人物數據庫
- 诗礼传家承祖训 心迹袒露遗诗文 南都網

| 官衔        | 官衔                          | 官衔          |
| ----------- | ----------------------------- | ------------- |
| 前任： 毛彬 | 湖廣蒲圻縣知縣 隆慶間上任     | 繼任： 周逵   |
| 前任： 張試 | 明朝休寧縣知縣 1573年－1576年 | 繼任： 陳正謨 |